# 朝日新聞厚生文化事業団
朝日新聞厚生文化事業団（あさひしんぶんこうせいぶんかじぎょうだん）は、朝日新聞社の関連団体である。

## 概要
1923年の関東大震災に対する復旧・救援活動や、歳末同情週間を実施したのをきっかけに、本来の新聞報道の使命とは別で、社会福祉貢献の実践を図るための組織として、1928年、大阪朝日新聞社に「社団法人朝日新聞社会事業団」が設立される。当初から東京朝日新聞社にも東京支部が置かれた。
1936年に「財団法人大阪朝日新聞社会事業団」に改組するとともに、東京支部も「財団法人東京朝日新聞社会事業団」と改組される。
1938年に大阪朝日新聞中部支社（現名古屋本社）に大阪朝日事業団の名古屋支部、1940年に朝日新聞西部本社（福岡県小倉市〈当時〉）に同西部支部が設立される。1942年「財団法人朝日新聞大阪厚生事業団」に改名（名古屋・西部支部もこれに倣い改称）。
1944年、「東京朝日新聞厚生事業団」が「朝日新聞東京厚生事業団」に改称。
1948年、大阪厚生事業団西部支部が「朝日新聞西部厚生事業団」として分離・独立を果たし、この年の1月、国から、社会保険小倉記念病院の経営を委託される。
1952年、社会福祉事業法に基づき社会福祉法人に改組。同10月、「朝日新聞〇〇厚生文化事業団」（〇〇は所在地）と改める。1953年、大阪厚生文化事業団名古屋支部が独立し「社会福祉法人朝日新聞名古屋厚生文化事業団」が設立される。
1995年、阪神・淡路大震災発生時に神戸市と西宮市に「朝日ボランティア基地」を設置し、震災からの復旧支援活動を行う。
2001年、全国4つあった朝日新聞厚生文化事業団を統合し、東京本社内に「社会福祉法人朝日新聞厚生文化事業団」を設立。2022年に名古屋、2023年に西部の各事務所が閉鎖される。

## 活動内容
「だれもが支え合い、和やかに暮らせる社会の実現」を目指すことをコンセプトに、児童・高齢者・障碍者福祉、災害救援活動、生活困窮家庭に対する助成、災害支援など、様々な福祉貢献活動を行うことによって、民間団体ならではの視点から、先駆的な取り組みを行うことを重視している。
その他、朝日社会福祉賞を贈呈している。

## 事業所
- 本部：東京都中央区築地5丁目3番2号　朝日新聞東京本社内
- 大阪事務所：大阪市北区中之島2丁目3番18号　中之島フェスティバルタワー東棟・朝日新聞大阪本社内